# Flamie
Егор Сергеевич Васильев (род. 5 апреля 1997, Москва) — российский киберспортсмен по Counter-Strike, более известный под никнеймом flamie. Наибольшее признание получил, выступая за команду Natus Vincere. В её составе он завоевал 14 трофеев на международных чемпионатах, дважды входил в двадцатку лучших игроков года по версии портала HLTV (14 место в 2015 году и 12 место в 2016).

## Карьера
Свою карьеру Егор начал с Counter-Strike: Source, где выступал за местные московские команды PinCho, TEAM46, t44 и zNation. После перехода на Counter-Strike: Global Offensive в период с 2013 по 2015 год играл в составах USSR Team, dAT Team, HellRaisers. Успехи молодого игрока на крупном международном турнире ESL One Katowice 2015 были замечены ведущей киберспортивной организацией Natus Vincere, куда Егор был приглашён на испытательный срок 17 марта 2015 года. 10 апреля 2015 года flamie стал полноправным участником команды.

### USSR Team
Однажды в 2013-м Егор съездил в Данию с Алексей «OverDrive» Бирюков на турнир Copenhagen Games, где хорошо отыграл, проникся атмосферой и принял решение собрать полноценную команду. Вместе с будущими тиммейтами Егор основал состав, который тут же подписала организация USSR.
Лучшими результатами команды стали проход на EMS One Katowice European Finals наряду с такими известными тегами, как: Natus Vincere, ESC, MOUZ, Virtus.pro
К этому времени Андрей «B1ad3» Городецкий уже несколько раз звал Егора в свою команду dAT Team, и на этот раз он согласился.

### dAT Team
По приходу в dAT Team Егор «flamie» Васильев вместе с Андрей «B1ad3» Городецкий пришлось срочно разбирать их основные карты и роли, потому что на носу были отборочные на мейджор. За несколько дней тренировок до глубокой ночи Андрей объяснил Егору основы, и результат того стоил. Обыграв MOUZ и ESC, команда вышла на главный турнир сезона. К сожалению, на самом мейджоре dAT Team заняли последнее место и за последующие полгода не выиграли ничего стоящего. В команде явно что-то не работало, и когда в январе 2015-го Егор «flamie» Васильев и Даурен «AdreN» Кыстаубаев позвали перейти в HellRaisers, они согласились.

### HellRaisers
Атмосфера в HellRaisers была положительной, и Егору это нравилось. Состав был дружным, парни хорошо друг с другом общались и показывали неплохие результаты на тренировках. Но, несмотря на это, в официальных встречах у них не получалось добиться успеха. Во время ESL One Katowice 2015, где у они заняли последнее место, к Егору подошёл Денис "seized" Костин и спросил, не хочет ли он перейти в Na’Vi на место Сергей «starix» Ищук. И тут, как бы Егору не нравилось играть в HellRaisers, он ясно понял, что это шанс выйти на новый уровень, поэтому, не раздумывая, согласился

### Natus Vincere
Егор присоединился к Natus Vincere на испытательный срок 17 марта 2015 года на позицию стрелка и второго снайпера. 10 апреля 2015 года переведён в основу.
В составе Natus Vincere flamie выиграл ESL One: New York 2016, StarLadder i-League StarSeries Season 5, стал серебряным призёром Adrenaline Cyber League 2017,
28 января 2017 года Natus Vincere покинула ELEAGUE Major 2017, проиграв в четвертьфинале команде Astralis со счётом 1-2 и заняв 5-8 место.
19 июля 2017 года Natus Vincere с разгромным счётом 1-3 выбыла из турнира PGL Major Krakow 2017, заняв 12-14 место.
28 января 2018 года Natus Vincere стала бронзовым призёром ELEAGUE Major 2018, уступив в полуфинале команде FaZe со счётом 0-2.
23 сентября 2018 года команда Natus Vincere стала серебряным призёром FACEIT Major 2018, уступив в финале команде Astralis со счётом 0-2.
3 марта 2019 года Natus Vincere заняла также 3-е место на IEM Katowice 2019, проиграв в полуфинале команде ENCE со счётом 1-2.
1 марта 2020 года Natus Vincere выиграла турнир IEM Katowice 2020, обыграв команду G2 со счётом 3-0.
11 апреля 2021 года Natus Vincere объявила о переводе Егора в запас.
В сентябре 2021 года Егор Васильев прекратил сотрудничество с Natus Vincere и стал свободным агентом.

### После Natus Vincere
10 января 2022 года Егор присоединился к команде 1win. Первым крупным турниром для Егора в новой команде стал Malta Vibes Knockout Series 5, где они заняли 5—8 место, заработав 1000 $. Лучшим результатом команды стал выход на IEM Road to Rio 2022 Europe RMR A, где они сумели обыграть G2 и FORZE, но проиграли 3 матча подряд и не прошли на главный турнир года IEM Rio Major 2022. 10 февраля 2023 года flamie покинул организацию.
12 июля 2023 года блогер Shoke анонсировал состав своей новой команды CYBERSHOKE, к которой присоединился Егор, заняв позицию стрелка. За 8 месяцев состав не добился каких-либо результатов, а лучшим рейтингом команды на портале HLTV стало 134 место. 15 апреля 2023 года flamie вместе с другими тремя игроками покинул состав и стал свободным агентом.
В конце апреля КиберДинамо объявила о том, что Егор стал их контент-мейкером. Сам flamie заявил, что не ставит крест на своей карьере.

## Достижения

### Личные
Медаль MVP «Самый ценный игрок» от портала HLTV.org
- DreamHack ZOWIE Open Leipzig 2016[29]
- ESL ESEA Pro League Season 2 Finals[30]

Рейтинг лучших игроков мира от HLTV.org
- 2015 — 14 место[31]
- 2016 — 12 место[32]

### Рекорды
В матче четвертьфинала ELEAGUE Major 2018 против Quantum Bellator Fire Егор установил мировой рекорд по количеству убийств за половину карты: он совершил 32 фрага, обогнав предыдущего рекордсмена Георгия «WorldEdit» Яскина (его лучший результат — 31 убийство).